# John C. Fernie
 John Chipman Fernie  (* 22. Oktober 1945 in Hutchinson, Kansas, USA) ist ein US-amerikanischer Maler, Fotograf und Bildhauer. Er lebt in Colorado.

## Leben und Werk
John C. Fernie studierte von 1965 bis 196 am Kansas City Art Institute und von 1968 bis 1970 an der University of California, Davis. Er hatte seine ersten Ausstellungen in der Reese Palley Gallery in San Francisco und später im San Francisco Museum of Modern Art. Fernie war einer der teilnehmenden Künstler im Jahr 1970 bei der Ausstellung The Eighties im Berkeley Art Museum (später University Art Museum).
Fernies Arbeiten zeichnen sich durch eine feine Komposition und Kombinationen aus Fotos und Texten, Bildern und Objekten aus. Sein Werk ist in die Nähe der Konzeptkunst einzuordnen.
John C. Fernie war Teilnehmer der Documenta 5 in Kassel im Jahr 1972 in der Abteilung Individuelle Mythologien.